# Bernd Leukert

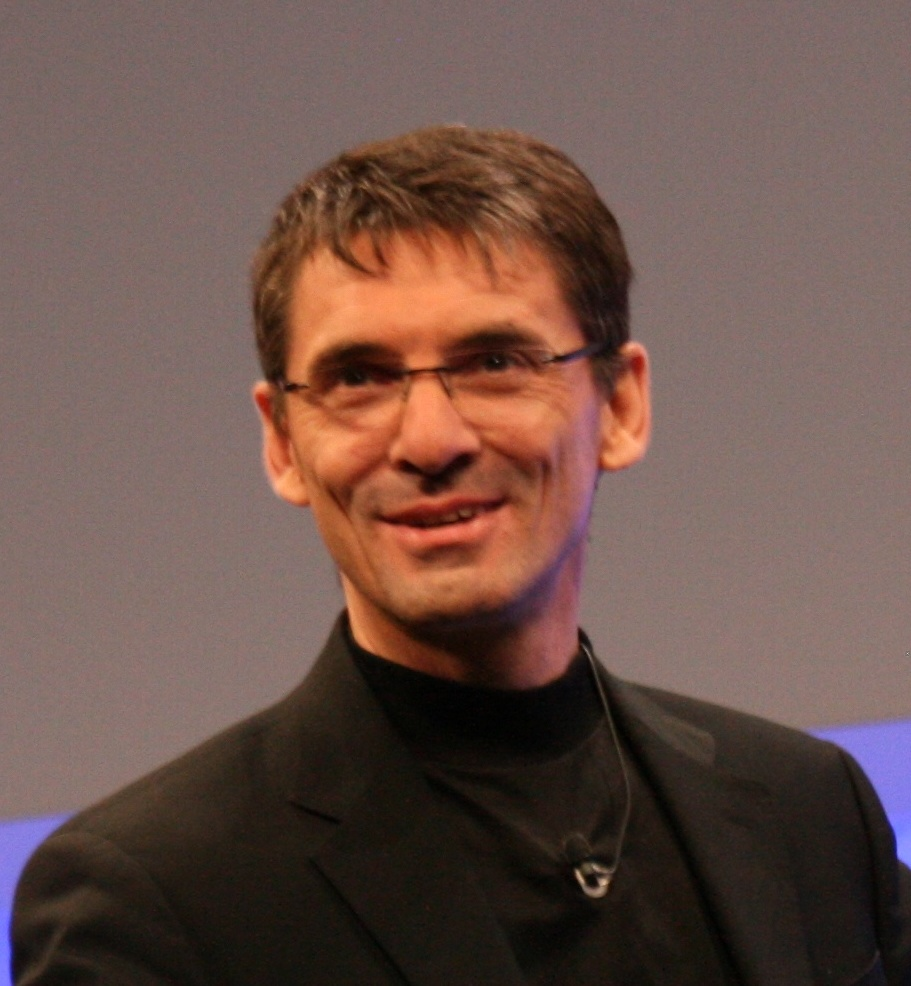
Bernd Leukert (2013)

Bernd Leukert (geboren 1967) ist Vorstandsmitglied der Deutsche Bank AG und dort als Chief Technology, Data and Innovation Officer tätig. Anfang Juli 2025 wurde bekannt, dass Leukert sich gegen eine Verlängerung seines bis zum 31. Dezember 2025 laufenden Vertrages entschieden hat.

## Ausbildung und beruflicher Werdegang
Leukert studierte am Trinity College Dublin Informationstechnologie und an der Universität Karlsruhe Business Administration.
Seine berufliche Karriere begann 1994 bei SAP. Dort war er in verschieden leitenden Positionen in der Softwareentwicklung tätig.
Von 2005 bis 2010 war er Senior Vice President, Head of Quality Governance and Production.
Im Februar 2011 wurde Leukert zum Executive Vice President SAP Applications Innovation. Diese Position hatte er bis zum Mai 2013 inne, dann wurde er zum Member of Global Managing Board, Head of Application Innovation.
Im Mai 2014 wurde Leukert Mitglied des Vorstands von SAP, bis er im September 2019 zur Deutsche Bank AG wechselte und dort als Chief Technology, Data and Innovation Officer tätig ist.
Seit dem 1. Januar 2020 ist Leukert Mitglied des Vorstands der Deutsche Bank AG.
Leukert plant, die IT-Systeme umzustrukturieren, um die Komplexität zu reduzieren.

## Mitgliedschaften
- 2020–2024: Mitglied im Aufsichtsrat der DWS[10][11]
- Mitglied im Aufsichtsrat von Bertelsmann SE & CO. KGaA